# Marquesat de Guadalest
El marquesat de Guadalest és un títol nobiliari creat per Carles I en 1543 i concedit a Sanç de Cardona en perpetuïtat per a ell i els seus successors.
En un inici el marquesat abraçava les poblacions del Castell de Guadalest, Benimantell, Beniardà i Benifato. Més endavant estengué la seua influència territorial a altres nuclis de població veïns de les comarques del Comtat i la Marina, com per exemple Famorca, Benidoleig, o Benimarfull, fins a l'any 1609, en què l'expulsió dels moriscos provocà que la major part d'aquestes terres foren despoblades.
L'últim Cardona, Marqués de Guadalest, morí sense descendència en 1699 i això provocà, en última instància, que aquest títol reicaiguera en la persona del Marqués d'Ariza.
El 1889 el marquès d'Ariza va cedir el títol a María Concepción de Arteaga y Gutiérrez de la Concha, marquesa de Tabara.

## Marquesos de Guadalest
- Sanç de Cardona i Roís de Liori - Maria Colom i Toledo
- Cristòfor de Cardona Colom de Roís de Liori i Toledo
- Maria de Cardona Colom de Roís de Liori i Toledo
- Felip de Cardona i Borja-Llançol
- Francesc de Cardona i Ligné
- Felip de Cardona i Palafox
- Isidre Tomàs de Cardona i Sotomayor